# Meurtre par procuration (téléfilm)
Pour les articles homonymes, voir Meurtre par procuration.
Meurtre par procuration (Murder in the Mews) est un téléfilm policier britannique de la série télévisée Hercule Poirot, réalisé par Edward Bennett, sur un scénario de Clive Exton, d'après la nouvelle Feux d'artifice, d'Agatha Christie.
Ce téléfilm, qui constitue le 2e épisode de la série, a été diffusé pour la première fois le 15 janvier 1989 sur le réseau d'ITV.

## Synopsis
Poirot, Hastings et l'inspecteur Japp se promènent le soir de la Guy Fawkes Night, Hastings leur fait remarquer qu'un coup de feu ne serait pas entendu avec le bruit des feux d'artifice. Le lendemain, l'inspecteur Japp demande à Poirot de l'aider sur une enquête : Barbara Allen a été retrouvée morte, une balle dans la tempe, avec un revolver découvert à proximité, comme « posé » près de la main. De plus, la balle a percuté la tempe gauche ; or la victime semblait être droitière. Ceci laisse penser à un meurtre déguisé en suicide.
Japp et Poirot interrogent la colocataire de la victime Jane Plenderleith pour en apprendre plus. Ils rendent visite au député Charles Laverton West, fiancé de la victime. De plus un témoin affirme qu'un homme était présent la veille au soir. Ils ne tardent pas à trouver un suspect à partir des éléments trouvés sur la scène du crime, le Major Eustace, qui faisait chanter la victime. Le maître-chanteur est arrêté. Plus tard, Poirot et Hastings surprennent Jane au golf casser des clubs de golf et jeter une mallette. Eustace n'est pas l'assassin. Poirot confronte alors Jane Plenderleith qui a voulu transformer le suicide de sa colocataire en meurtre commis par le maître-chanteur. Après avoir laissé repartir Jane, Poirot explique à Japp et Hatings qu'elle voulait faire disparaitre les affaires de sa colocataire pour cacher le fait que Barbara était gauchère et non droitière comme elle voulait faire croire !

## Fiche technique
- Titre français : Meurtre par procuration
- Titre original : Murder in the Mews
- Réalisation : Edward Bennett
- Scénario : Clive Exton, d'après la nouvelle Feux d'artifice (1937) d'Agatha Christie
- Décors : Rob Harris
- Costumes : Sue Thompson
- Photographie : Ivan Strasburg
- Montage : Derek Bain
- Musique : Christopher Gunning
- Casting : Rebecca Howard
- Production : Brian Eastman
  - Production déléguée : Nick Elliott et Linda Agran
- Sociétés de production : Picture Partnership Productions, London Weekend Television
- Durée : 50 minutes
- Pays d'origine :  Royaume-Uni
- Langue originale : Anglais
- Genre : Policier
- Ordre dans la série: 2e épisode - (2e épisode de la saison 1)
- Première diffusion :
  -  Royaume-Uni : 15 janvier 1989 sur le réseau d'ITV

## Distribution
- David Suchet (VF : Roger Carel) : Hercule Poirot
- Hugh Fraser (VF : Jean Roche) : Capitaine Arthur Hastings
- Philip Jackson (VF : Claude d'Yd) : Inspecteur-chef James Japp
- Pauline Moran (VF : Laure Santana) : Miss Felicity Lemon
- Juliette Mole (en) : Jane Plenderleith
- David Yelland (V.F. : Claude Giraud) : Charles Laverton West
- James Faulkner (V.F. : Daniel Beretta) : Major Eustace (nommé Eustache, en version francophone)
- Gabrielle Blunt (en) : Mrs Pierce
- John Cording : Inspecteur divisionnaire Jameson
- Barrie Cookson : Docteur Brett
- Christopher Brown : un joueur de golf
- Bob Bryan : le barman
- Beccy Wright : la domestique
- Nicholas Delve : Freddie (le jeune garçon)
- Moya Ruskin : la chanteuse

## Différences avec la nouvelle
Les personnages du capitaine Hastings et de Miss Lemon sont absents de la nouvelle « Feux d'artifice », ce qui implique des changements dans le téléfilm. Par exemple, des répliques ou des actions ont été ré-attribuées à ces deux personnages, voire inventées afin de leur donner un plus grand rôle :
- Dans la nouvelle, il n'y a pas d'histoire secondaire avec le pressing chinois entre Poirot, Hastings et Miss Lemon.
- Hastings fait la remarque que l'on n'entendrait pas de coup de feu avec le bruit des feux d'artifice, alors que dans la nouvelle, c'est Japp.
- Poirot et Hastings vont jouer au golf pour suivre Miss Plenderleith, alors que dans la nouvelle, c'est Japp et Poirot qui se rendent seulement au club.

D'autres différences peuvent être observées :
- Dans la nouvelle, la victime tient le pistolet de la main droite, mais dans le téléfilm, elle le tient de la main gauche.
- Dans le téléfilm, Poirot et Japp vont voir Charles Laverton West dans son bureau puis à la piscine, alors que dans la nouvelle, c'est ce dernier qui vient dans le bureau de Japp.
- Dans la nouvelle, Poirot rencontre le Major Eustace, alors que dans le téléfilm, c'est l'inspecteur divisionnaire Jameson